# Hørnum Fyr
Hørnum Fyr er et tysk fyr, beliggende på toppen af en cirka 16 meter høj klit syd for landsbyen Hørnum på friserøen Sild. Selv tårnet er 34 meter høj og består af 600 støbejernsplader, opført på et 3 meter bred betonfundament. Fyrtårnet blev sat i drift i august 1907.
Fyret er nu fjernstyret af medarbejdere fra skibsfartskontoret i Tønning. Det har en flammehøjde på 48 m og fyrkarakter på to blink hvert 9. sekund. Den pære, der anvendes i dag er på 230 V/250 W.
Der er muligt at få foretaget borgerlige vielser på fyrtårnet.